# Вэсей, Алан
Джордж Алан Вэсей (англ. George Alan Vasey, 29 марта 1895 — 5 марта 1945) — генерал-майор австралийской армии, участник мировых войн.

## Биография
Родился в 1895 году в Мельбурне; так как его отца тоже звали Джордж Вэсей, то в семье его обычно называли не Джорджем, а Аланом. После школы поступил в кадетский корпус, а в 1913 году поступил в Королевский военный колледж в Дантруне.
Когда в 1914 году началась Первая мировая война и Австралия начала формировать Австралийские имперские силы, то было решено прервать обучение кадетов в Королевском военном колледже и направить их в эти войска в качестве офицеров. Джордж Вэсей получил назначение в артиллерию 2-й дивизии, и отправился с войсками в Египет в декабре 1915 года. В марте 1916 года дивизия была отправлена во Францию, где Вэсей в августе стал капитаном, а в ноябре — командиром 13-й батареи полевой артиллерии. В феврале 1917 года Джордж Вэсей был направлен в 11-ю пехотную бригаду для прохождения практики в качестве офицера штаба, и после битвы при Пашендейле был в сентябре 1917 года произведён в майоры и награждён орденом «За выдающиеся заслуги». В июле 1918 года он был приписан к штабу 3-й дивизии, но вскоре его преемник в 11-й пехотной бригаде был ранен, и Вэсею пришлось вернуться на прежнюю должность. Вместе с бригадой он в 1918 году участвовал в обороне Амьена и наступлении на Линию Гинденбурга. После войны он с войсками отбыл в Австралию 14 сентября 1919 года.
В межвоенный период, будучи кадровым военным, Вэсей занимал различные штабные должности в Австралии и Британской Индии. В 1928—1929 году он прошёл повышение квалификации в командно-штабном колледже в Кветте.
Когда началась Вторая мировая война, то правительство Австралии вновь стало формировать Австралийские имперские силы, и Томас Блэми назначил Вэсея главным квартирмейстером своей 6-й дивизии. В декабре 1939 года Вэсей отправился в Палестину во главе передовой партии, чтобы обеспечить условия для последующего расквартирования войск. Во время боёв в Северной Африке он оставался на штабных должностях, но в марте 1941 года командир 19-й пехотной бригады 6-й дивизии Хорэйс Робертсон был вынужден вернуться в Австралию по медицинским причинам, и Вэсей, получив временное звание бригадного генерала, занял его пост. Вскоре австралийцы были переброшены в Грецию, но кампания в Греции сложилась для Британского Содружества неудачно, и им пришлось срочно эвакуироваться назад в Египет; тем не менее действия Вэсея во время боёв в Греции и при эвакуации с Крита получили положительную оценку.
В декабре 1941 года Вэсей возвратился на родину, став начальником штаба Сил обороны Австралии. Когда после начала войны с Японией возвращённый с Ближнего Востока Блэми был поставлен во главе австралийских вооружённых сил, то в ходе последовавшей реорганизации Вэсей стал заместителем начальника генерального штаба, а после создания в Брисбене передового командного пункта Вэсей стал там главным распорядителем.
В сентябре 1942 года Сидни Ровелл был отстранён от командования войсками на Новой Гвинее за нарушение субординации, и Блэми заменил его сначала на Херринга, затем на Аллена, и в итоге на Вэсея. 27 октября 1942 года Вэсей вылетел на Новую Гвинею. Под его командованием 7-я дивизия 2 ноября вернула Кокоду и начала наступление к северному побережью острова, где разгромила японцев при Буне и Гоне, после чего была возвращена в Австралию. Вэсей вернулся с войсками, и был вынужден лечь в госпиталь для лечения малярии. Осенью 1943 года он с войсками вновь прибыл на Новую Гвинею, где продолжил постепенно продвигаться вдоль северного побережья на запад. В феврале 1944 года он был вновь госпитализирован на Новой Гвинее из-за кожного заболевания, а в марте 1943 года направлен в госпиталь в Австралию для лечения лёгочной инфекции. В июне 1944 года он вновь заболел малярией, и в некоторые моменты у врачей даже были сомнения в том, что он выживет.
Пока Вэсей медленно восстанавливался после болезни, Блэми поставил его осенью 1944 года во главе Комитета по послевоенному армейскому планированию. В феврале 1945 года премьер-министр Форд настоял, чтобы Вэсею было вновь доверено командование войсками, и он был поставлен во главе 6-й дивизии, готовившейся к высадкам на Аитапе и Веваке. 5 марта 1945 года Вэсей вылетел на север чтобы принять командование, но самолёт рухнул в море в 400 м от берега примерно в 2 км от аэропорта Кэрнса. Тело Вэсея было найдено среди обломков самолёта и похоронено в Кэрнсе.